# 牛肉麺
牛肉麺（ぎゅうにくめん、ニョウロウミェン、台湾語: グーバーミー）は、牛肉をベースとした麺料理の総称である。全中華圏に広く浸透している。

## 各地の牛肉麺

### 蘭州牛肉面
蘭州牛肉面は中国甘粛省の代表的な麺料理であり、蘭州牛肉面の「面」は「麵」の簡体字である。起源は清王朝の時だった。東郷族という中国の少数民族が河南省から麺料理の作り方を学び、独自なアレンジを加えて蘭州に売り込み、定着した麺料理。
特徴は「一清（まずスープは透徹る）、二白（塩漬けた大根は真白）、三紅（ラー油は赤い）、四緑（コリアンダーとニンニクの葉は綠）、五黄（卵が入った麺は黄色）」であり、全体的にはアッサリとした味で、西太后から中国十大麵料理の第一位「中華第一の麺」と高評価とされた。

### 襄陽牛肉面

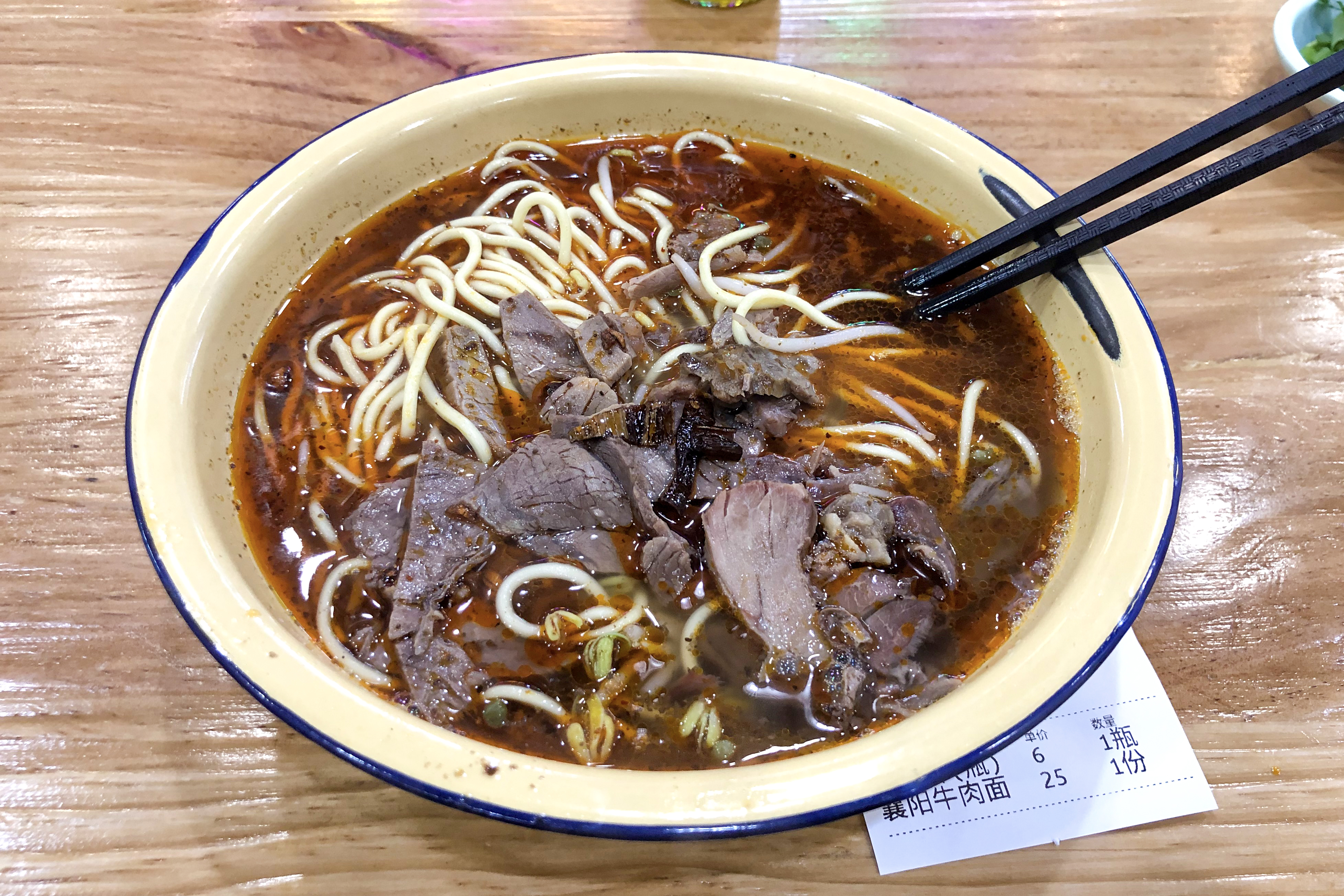
襄陽牛肉面

中国湖北省の伝統的な麺料理であり、使う麺はかん水麺で、スープの中に牛の脂肪油を入り、ニンニク味のラー油を掛けることが最大の特徴。

### 香港や広東の牛腩麺

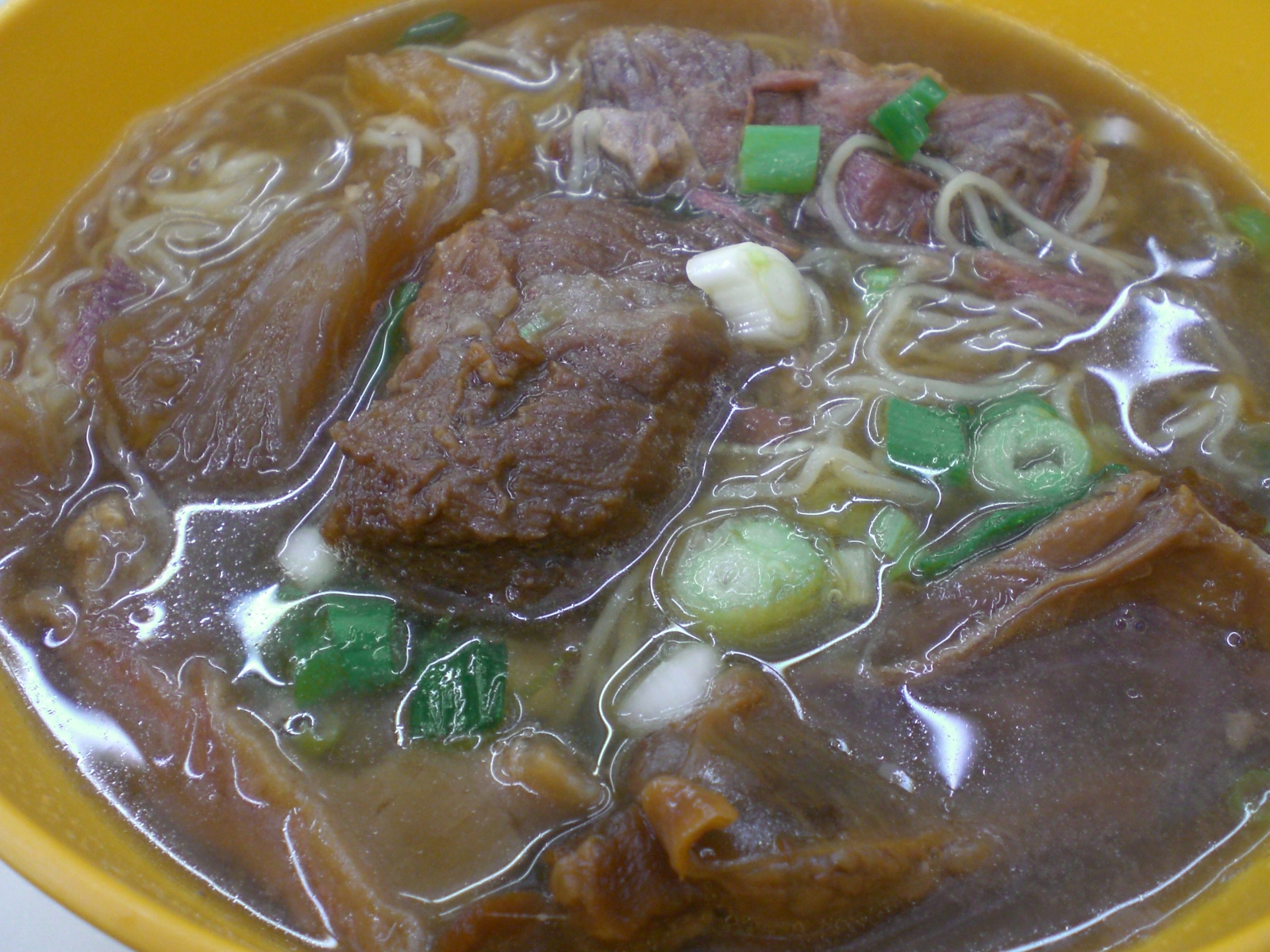
牛腩麺

香港と広東の牛肉麺は牛の肉ではなく、牛腩や牛筋をメインとして調理する。そのため牛腩麺と呼ばれる。かん水麺と牡蠣油を炒めた焼きそば系の派生料理もある（牛腩撈麺）。

### 台湾牛肉麺
台湾の紅焼牛肉麺の起源として最も有力なのは、台湾高雄市岡山区の空軍の眷村の四川籍の老兵が、成都の料理「小碗紅湯牛肉」を改良したというものである。牛肉麺は各国の華人にとって普遍的でポピュラーな料理となっており、各地方によっても特色がある。台湾牛肉麺の麺は山東省、醤油味のこってりスープとラー油は四川省、高菜は客家（台湾）と、さまざまな文化が融合して生まれた。牛肉麺の味付けをしたインスタントラーメンも台湾では一般的である。
麺は、うどんのようなかん水の少ない中太麺ないしは太麺（家常麺）が主流である。

#### 台湾牛肉麺の種類

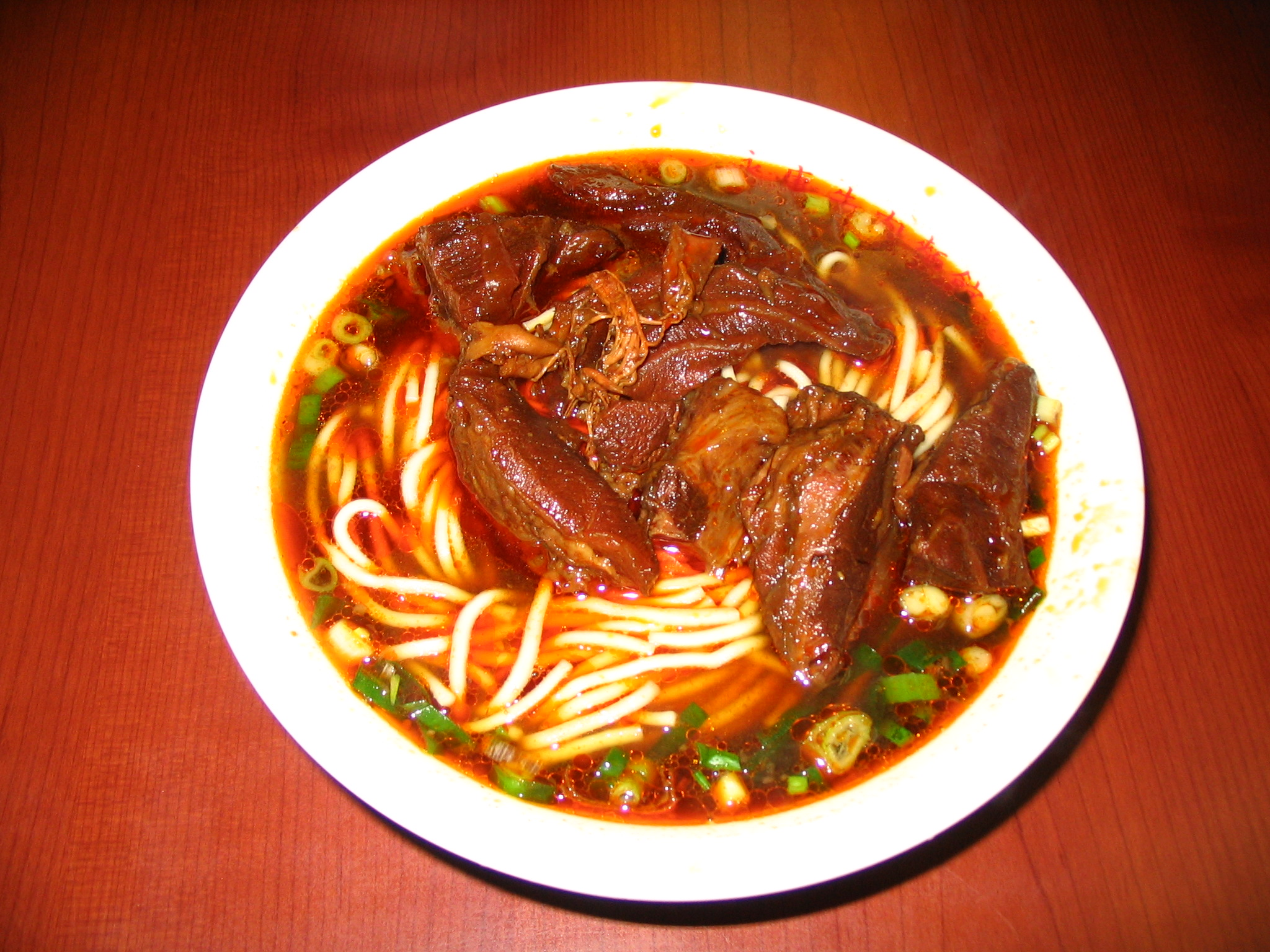
台湾の紅焼牛肉麺。赤く見えるが、そこまで辛くない。

- 清燉牛肉麺 - 花椒、胡椒で味付けされた薄味のスープをベースとする。特徴は、全て当日に現場で屠った牛肉を使用することである。台湾の牛肉麺の大部分は牛スジ肉を使うが、客の選択によって牛肉あるいはもつに代えることもある。
- 紅焼牛肉麺 - 醤油をベースに豆板醤などで濃い目に味付けされた牛肉麺。インスタントラーメンの種類として人気がある。時々、肉を煮込んでスープとする前に、辛い味付けで炒めることがある。紅焼蕃茄牛肉麺、紅焼牛肉湯麺、紅焼牛肉乾麺など多くの種類がある。
- 清湯牛肉麺 - 清燉牛肉麺に類似するが、違った方法で作られる。牛骨、ニンジン、トウモロコシがベースの薄味のスープを、麺と牛肉の薄切り、生姜の千切りを器に盛り付けた上から熱い状態で注ぎ入れる。台南の一帯でよく作られる。
- 川味牛肉麺 - 台湾で発展した四川風の牛肉麺。四川省から台湾に来た退役軍人が、出身地成都の「牛肉紅湯」の作り方に、台湾の豆板醤を加え、麺を組み合わせて出来上がったもので、紅焼牛肉麺の前身にあたる。高雄岡山の眷村に源を発し、台湾各地に広く伝わった後に、台北で広まっている。

### その他

#### ベトナムの牛肉麺
ベトナム中部フエ発祥とされるブンボーフエという料理。米から作られたやや太い麺、レモングラスと唐辛子が利いたスープに、甘辛く炊いた牛肉をのせる。